# Juan Pacheco de Toledo, 2. Marqués de Cerralbo
Juan Pacheco de Toledo, 2. Marqués de Cerralbo (* in Toledo; † 1589 in Colibre) war ein spanischer Diplomat und Beamter. Von 1587 bis 1594 war er Gouverneur von Galicien.

## Leben
Juan Pacheco entstammt dem Casa Cerralbo, das am 2. Januar 1533 unter seinem Vater, dem 7. Herrn von Cerralbo, durch Karl V. zur Grafschaft aufgewertet worden war. Seine Mutter, Marina Fernández de Torres, starb am 20. Januar 1547. Ihr Grabmal in der Iglesia de la Purísima Concepción in Lopera in der Provinz Jaén wurde von Juan de Reolid im gotischen Stil geschaffen. Sein Vater Rodrigo Pacheco, Osorio y de Toledo, Maldonado y Rojas, war Corregidor de Granada. Der Bruder seines Vaters war Kardinal Francisco Pacheco de Toledo, der erste Erzbischof von Burgos.
1560 wurde Pacheco auf eine Mission nach England entsandt. In A Coruña ist die Calle Marqués de Cerralbo nach Juan Pacheco benannt. Unter seinem Kommando wurde hier 1589 eine Belagerung von Piraten unter Francis Drake abgewehrt.
Juan Pacheco heiratete Inés de Toledo Colona. Ihr gemeinsamer Sohn war Rodrigo Pacheco y Osorio.
Juan Pacheco de Toledo war Botschafter von Philipp II. von Spanien beim Kaiser Ferdinand I. und Ambassador to the Court of St James’s.
Sein Titel als Gouverneur war: Capitán General del Reino de Galicia.